# Nöggerath (cráter)
Nöggerath es un cráter de impacto relativamente pequeño, situado en la sección suroeste de la Luna, al noroeste del cráter Phocylides. El cráter alargado de Schiller "apunta" aproximadamente en dirección noroeste hacia Nöggerath, que es un cráter relativamente poco notable, con un suelo liso y un borde que solo está ligeramente erosionado y afectado en su lado sur.
|  |

También se halla al norte de la Cuenca Schiller-Zucchius.

## Cráteres satélite
Por convención estos elementos son identificados en los mapas lunares poniendo la letra en el lado del punto medio del cráter que está más cercano a Nöggerath.
|           | \| Nöggerath \| Coordenadas \| Diámetro \| \| --------- \| ------------------------------ \| -------- \| \| A \| 47°54′S 43°24′O / -47.9, -43.4 \| 7 km \| \| B \| 47°00′S 43°24′O / -47.0, -43.4 \| 5 km \| \| C \| 45°48′S 43°06′O / -45.8, -43.1 \| 13 km \| \| D \| 47°12′S 41°30′O / -47.2, -41.5 \| 14 km \| \| E \| 45°12′S 43°54′O / -45.2, -43.9 \| 5 km \| \| F \| 48°00′S 46°54′O / -48.0, -46.9 \| 9 km \| \| G \| 50°18′S 45°48′O / -50.3, -45.8 \| 21 km \| \| H \| 49°36′S 47°54′O / -49.6, -47.9 \| 26 km \| \| J \| 48°24′S 47°54′O / -48.4, -47.9 \| 17 km \| \| K \| 44°54′S 46°18′O / -44.9, -46.3 \| 4 km \| \| L \| 45°12′S 47°12′O / -45.2, -47.2 \| 5 km \| \| M \| 44°00′S 46°36′O / -44.0, -46.6 \| 11 km \| \| P \| 47°42′S 41°48′O / -47.7, -41.8 \| 10 km \| \| S \| 44°30′S 46°12′O / -44.5, -46.2 \| 6 km \| |          |
| Nöggerath | Coordenadas | Diámetro |
| A         | 47°54′S 43°24′O / -47.9, -43.4 | 7 km     |
| B         | 47°00′S 43°24′O / -47.0, -43.4 | 5 km     |
| C         | 45°48′S 43°06′O / -45.8, -43.1 | 13 km    |
| D         | 47°12′S 41°30′O / -47.2, -41.5 | 14 km    |
| E         | 45°12′S 43°54′O / -45.2, -43.9 | 5 km     |
| F         | 48°00′S 46°54′O / -48.0, -46.9 | 9 km     |
| G         | 50°18′S 45°48′O / -50.3, -45.8 | 21 km    |
| H         | 49°36′S 47°54′O / -49.6, -47.9 | 26 km    |
| J         | 48°24′S 47°54′O / -48.4, -47.9 | 17 km    |
| K         | 44°54′S 46°18′O / -44.9, -46.3 | 4 km     |
| L         | 45°12′S 47°12′O / -45.2, -47.2 | 5 km     |
| M         | 44°00′S 46°36′O / -44.0, -46.6 | 11 km    |
| P         | 47°42′S 41°48′O / -47.7, -41.8 | 10 km    |
| S         | 44°30′S 46°12′O / -44.5, -46.2 | 6 km     |